# 桤叶楼梯草
桤叶楼梯草（学名：Elatostema alnifolium）为荨麻科楼梯草属的植物，为中国的特有植物。分布在中国大陆的云南等地，目前尚未由人工引种栽培。